# A Sting in the Tale
A Sting in the Tale is het twaalfde studioalbum van de Britse rock- en bluesband Ten Years After. 
Deze band heeft haar eerste plaat (het gelijknamige album Ten Years After) uitgebracht in 1967. In 1969 speelden ze op het Woodstock festival, waar ze veel succes hadden met I’m going home. Andere bekende nummers van Ten Years After zijn Love like a man, Hear me calling, Choo choo mama en I love to change the world. 

## Muzikanten
Zanger-gitarist  Alvin Lee heeft de band in 2003 definitief verlaten. Hij is vervangen door Joe Goochs, die heeft meegespeeld tot 2014. Daarna is zijn plaats ingenomen door Marcus Bonfanti, die heeft gespeeld met onder anderen Van Morrison, Ginger Baker en Ronnie Wood.
In 2014 is bassist en medeoprichter  Leo Lyons  ook opgestapt en vervangen door Colin Hodgkinson. Die werkte eerder onder meer met blueszanger Alexis Korner,  Mick Jagger, Jon Lord (ex-Deep Purple) en the Spencer Davis Group.
Drie van de huidige leden (Churchill, Lee en Hodgkinson) zijn inmiddels de zeventig al ruim gepasseerd.
Huidige leden:
- Chick Churchill –Hammond orgel en Wurlitzer (1966–1974, 1983, 1988–heden)
- Ric Lee – drums en percussie (1966–1974, 1983, 1988–heden)
- Marcus Bonfanti – gitaar, zang, mondharmonica en percussie  (2014–heden)
- Colin Hodgkinson – bas (2014-heden)

Voormalige leden:
- Alvin Lee – gitaar, zang, mondharmonica (1966–1974, 1983, 1988–2003;
- Leo Lyons – bas (1966–1974, 1983, 1988–2014)
- Joe Gooch – gitaar, zang (2003–2014)

## Muziek
Ten Years After speelt op dit album iets rustiger muziek dan op de meeste van haar eerdere platen. Daardoor doet dit album wel wat denken aan het album A Space in Time uit 1971, dat ook wat gepolijster en rustiger is. Up on smoke en Stoned alone zijn ingetogen nummers, waarop de akoestische gitaar een belangrijke rol speelt. Suranne, Suranne en Silverspoon lady zijn rocksongs. Diamond girl begint ingetogen, maar schakelt halverwege over in een hogere versnelling. Guitar hero is een ode aan de voormalige zanger-gitarist Alvin Lee die in 2013 is overleden. Alle nummers zijn geschreven door de bandleden zelf. 
| Nr. | Titel                    | Duur |
| --- | ------------------------ | ---- |
| 1.  | Land of the vandales     | 4:09 |
| 2.  | Iron horse               | 3:25 |
| 3.  | Miss Constable           | 4:06 |
| 4.  | Up in smoke              | 6:13 |
| 5.  | Retired hurt             | 5:36 |
| 6.  | Suranne Suranne          | 3:24 |
| 7.  | Stoned alone             | 4:09 |
| 8.  | Two lost soul            | 4:06 |
| 9.  | Diamond girl             | 5:17 |
| 10. | Last night of the bottle | 4:09 |
| 11. | Guitar hero              | 4:55 |
| 12. | Silverspoon lady         | 3:18 |

Het album werd uitgebracht op 20 oktober 2017 maar werd al door de band verkocht tijdens hun zomertournee in 2017. De plaat is geproduceerd door  Marcus Bonfanti, samen met de geluidstechnici Mark Pullin (opnames), Jon Astley (mastering) en Doug Organ (mixing). De opnames hebben plaatsgevonden in de Cricklewood Green Studio’s in Londen en de Green Frog Studio, King Pyon Herefordshire. 
Het hoesontwerp en de fotografie zijn verzorgd door Rob Blackham. De voorkant van het album is bruin-rood met een zwart-witfoto van de band staande bij een grote boom. Op de achterkant staan de tracks vermeld. Op de binnenkant staat een foto van een gitaar, portretfoto’s van de bandleden  en credits (medewerkers).